# Мжавеулі
Мжавеу́лі (груз. მჟავეული; мжаве — кислий) — грузинські різносоли, які подаються до столу разом із основною стравою.

## Складові частини
Мжавеулі в різних варіантах може містити різні смакоти: помідори (червоні і зелені), перці, цибуля-порей, часник, капусту, квітки колхідської клокички (Джонджолі), огірки.

### Мжаве комбосто
Мжаве комбосто (груз. მჟავე კომბოსტო) — капуста по-грузинськи (по-гурійськи). Основними компонентами є білокачанна капуста, коренеплоди буряка, селери, часник і гострий стручковий перець.

### Мжаве ніорі
Мжаве ніорі (груз. მჟავე ნიორი) — маринований часник. Для приготування використовують молодий часник. Як розсол застосовують винний оцет і воду. Іноді додають гранатовий сік і свіжий тархун.

### Джонджолі

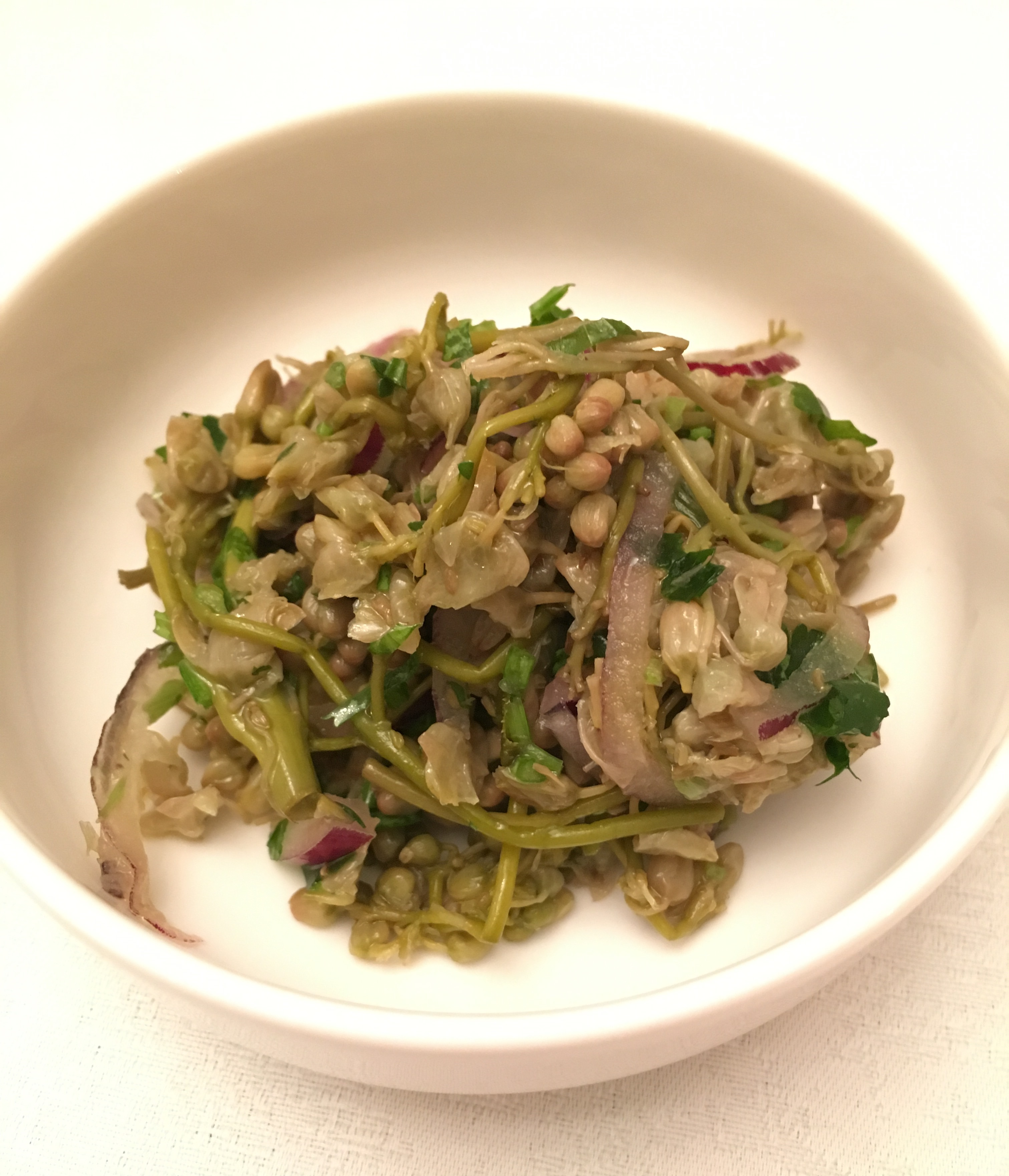
Мариновані Джонджолі

Джонджолі (груз. ჯონჯოლი) — квашені суцвіття колхідської клекачки, за смаком нагадують каперси. Після чотирьох-шести тижнів засолювання їх віджимають від розсолу, приправляють олією, ріпчастою і зеленою цибулею, а також винним оцтом.